# Litewska Partia Ludowa
Litewska Partia Ludowa (lit. Lietuvos liaudies partija, LLP) – litewska centrolewicowa i prorosyjska partia polityczna.

## Historia
Ugrupowanie pod nazwą Litewski Związek Ludowy (lit. Lietuvos liaudies sąjūdis) założyła w grudniu 2009 była premier Kazimira Prunskienė, która opuściła Litewski Ludowy Związek Chłopski. Odmówiono jednak jego zarejestrowania, po zmianie nazwy na Litewska Partia Ludowa ugrupowanie wpisano w kwietniu 2010 do ewidencji. Partia określiła się jako centrolewicowa, jest określana jednocześnie jako formacja otwarcie prorosyjska, podpisała oficjalne porozumienie o współpracy z Jedną Rosją.
W wyborach samorządowych w 2011 partia wprowadziła w skali kraju 7 radnych z własnych list. W wyborach do Sejmu rok później jej kandydaci startowali na liście Akcji Wyborczej Polaków na Litwie, żaden z nich nie został jednak wybrany (umieszczony na 4. miejscu Vaidotas Prunskus, syn przewodniczącej partii, uzyskał 11. indywidualny wynik). W 2015 ugrupowanie uzyskało 5 mandatów radnych pod własnym szyldem.
W wyborach w 2016 partia kierowana przez Rolandasa Paulauskasa odnotowała wynik na poziomie 1% głosów. W 2020 ugrupowanie dostało poniżej 0,3% głosów. W wyborach do Sejmu w 2024 jej listę wyborczą otwierał Eduardas Vaitkus; formacja otrzymała 2,6% głosów, pozostając nadal poza parlamentem.